# Ewald Wassiljewitsch Iljenkow
Ewald Wassiljewitsch Iljenkow (russisch Эвальд Васильевич Ильенков; * 18. Februar 1924 in Smolensk; † 21. März 1979 in Moskau) war ein sowjetischer Philosoph, Psychologe und Pädagoge.

## Leben
Iljenkow wurde als Sohn einer Lehrerin und des Schriftstellers Wassili Iljenkow in der Nähe der Stadt Smolensk geboren.
Er begann 1941 ein Studium am Moskauer Institut für Geschichte, Philosophie und Literatur (MIFLI), das er 1942 durch seine Einberufung abbrechen musste. Er erlebte das Kriegsende als Soldat in Berlin. In Erinnerung an sein Philosophiestudium besuchte er dort das Grab Hegels. 1946 nahm er das Studium an der philosophischen Fakultät der Moskauer Lomonossow-Universität wieder auf und schloss es 1950 ab. 1953 verteidigte er seine Dissertation über „Einige Fragen der materialistischen Dialektik in Marx' Arbeit "Zur Kritik der politischen Ökonomie"“. 1968 erfolgte seine Habilitation „Zur Frage der Natur des Denkens“.
Noch als Student nahm Iljenkow Kontakt zu Georg Lukács auf, als er gemeinsam mit einer Gruppe anderer Studenten dessen Buch Der junge Hegel ins Russische übersetzte. Daraufhin machte Lukács ihn mit Michail Lifschitz bekannt, mit dem er selbst seit seiner Zeit in Moskau in den 1930er Jahren befreundet war; später widmete er ihm sogar seinen jungen Hegel. Zwischen Iljenkow und dem mittlerweile zu einem Außenseiter der sowjetischen Philosophie gewordenen Lifschitz entwickelte sich eine fruchtbare Freundschaft.
Ab dem Jahr 1953 hielt Iljenkow ein Seminar zur Logik des "Kapitals" von Karl Marx an der Philosophischen Fakultät der MGU in Moskau, gleichzeitig begann er seine Tätigkeit am Institut für Philosophie der Akademie der Wissenschaften in der Sektion Dialektischer Materialismus, wo er bis zum Ende seines Lebens arbeitete. Die Philosophische Fakultät der MGU musste er 1955 wieder verlassen, man warf ihm Hegelianismus vor. Von 1975 bis zum Ende seines Lebens leitete er auf Initiative des Dekans Alexej Leontjew ein wissenschaftliches Seminar an der Psychologischen Fakultät der MGU. 1970 nahm er aktiv am Philosophen-Kongress in Ost-Berlin teil.
Iljenkow befasste sich mit zentralen Fragen der Philosophie. Seine Arbeitsschwerpunkte waren Erkenntnistheorie, Dialektik und Logik in einem materialistischen Verständnis. Viele seiner Arbeiten behandeln das Problem der Identität von Denken und Sein. Iljenkow stützte sich dabei auf die Ontologie des Menschen und die Philosophie der Arbeit bei Marx, aber – mit kritischer Distanz – auch auf die Philosophie von Spinoza und Hegel. Iljenkow hegte zeitlebens eine besondere Leidenschaft für die Musik von Richard Wagner. In seiner Familie hieß es, den hätte er aus Berlin mitgebracht. Aus dem Nachlass gibt es einen unübersetzten Text über den Komponisten.
Iljenkow arbeitete als Philosoph auch zu psychologischen und pädagogischen Fragen und schrieb u. a. über Persönlichkeitstheorie, Denkentwicklung und Wissensaneignung im Schulunterricht. Er war der Kulturhistorischen Schule der Psychologie, insbesondere aber der Tätigkeitstheorie verbunden. Er stand u. a. dem Internat für Taubblinde in Zagorsk unter der Leitung von Alexander Meschtscherjakow nahe und bemühte sich, die Arbeit nach dessen Tod 1974 fortzusetzen. Er unterstützte mehrere ehemalige Schüler des Internats bei ihrem Studium der Psychologie.
Iljenkows Schüler Sergej Marejew charakterisiert in seinem 2008 veröffentlichten, unübersetzten Buch Aus der Geschichte der sowjetischen Philosophie: Lukács-Wygotski-Iljenkow, letztere drei Philosophen als eine Linie innerhalb der sowjetischen Philosophie, die, so der Autor, sich nicht durchgesetzt habe.
In den 1960er Jahren schrieb Iljenkow einen Brief an das ZK der KPdSU, in dem er heftige Bedenken äußert über den Zustand der Philosophie in der Sowjetunion im Allgemeinen und der völlig mangelnden Ausbildung von neuen Kadern im Bereich des Dialektischen Materialismus im Besonderen.
Die Journalistin und Tochter Iljenkows, Jelena Illesch, beschreibt in ihrem Aufsatz Zeit der Entfremdung, wie Iljenkow zwischen die Fronten des offiziellen Marxismus-Leninismus und der Dissidenten geraten sei. Ehemalige Freunde, die sich mehr und mehr enttäuscht vom Marxismus abwendeten, haben sich auch von Iljenkow abgewandt, indessen er immerzu Konflikte mit der offiziell anerkannten Theorie erlebte, da er sie von marxistischer Seite her anfocht. Das Dissidententum habe auf zweierlei beruht, auf der Ablehnung des sowjetischen Systems, aber gleichzeitig sei es bereit gewesen, als "Ideal" die Realität des Westens anzunehmen. Mit letzterem sei Iljenkow nicht einverstanden gewesen. Illesch spricht hierbei von Iljenkows Untergrund-Kommunismus und seiner philosophischen Vereinsamung.
Im Jahr 1979 starb er durch Selbstmord. Er hat sich mit einem Buchbindermesser die Halsschlagader durchtrennt.
Seit dem Jahr 2019 erfolgt die Herausgabe seiner gesammelten Werke in zehn Bänden.

## Theorie

### Dialektischer Materialismus
Der Dialektische Materialismus als Methode, die logische Vorgehensweise als Bewegung vom Abstrakten zum Konkreten, die gedankliche Annäherung an einen Gegenstand der Betrachtung als dessen Einheit der Vielfalt, das bedeutet ohne Hinzutun oder Wegnahme (= Abstraktion), ohne Verfälschung, beispielsweise durch Not oder durch Interessen, das heißt mitsamt seiner inneren Widersprüche, die der Gegenstand der Betrachtung inmitten der gesellschaftlichen Verhältnisse – und diese inbegriffen – als vielfältige Bestandteile seiner ihn gegenüber anderen Gegenständen auszeichnenden Gesamtheit, innehat – das ist, worauf Iljenkow in seinen Schriften auf leidenschaftliche Weise immer wieder zurückkommt, so auch in seinem 1979 auf Deutsch erschienenen Buch Die Dialektik des Abstrakten und Konkreten im Kapital von Karl Marx., wo er diese Methode als Methode in der Analyse des Kapitals bei Marx nachvollzieht. Marx habe damit seinen Gegenstand, abstrakt auftretende komplexe Wirkungsweisen, als den Widerspruch von Arbeit und Kapital, konkret gemacht. Hinsichtlich der Dialektik von abstrakt und konkret bezieht sich Iljenkow oft auf Hegel, so zum Beispiel auf Hegels kleinen feuilletonistischen Text Wer denkt abstrakt?.

### Identität von Sein und Denken
Entsprechend der Dialektik als Einheit von Widersprüchen geht Wirklichkeit (Sein) in den Gedanken über und der Gedanke geht über in Wirklichkeit - eines verwandelt sich in das Andere. Descartes stellt Denken und Sein (Ausdehnung im Raum) als unvereinbar gegenüber, beides sind verschiedene, einander ausschließende Substanzen und jede bestimmt sich nur durch sich selbst, weil eine Grenze zwischen ihnen zugleich auch eine Berührung, eine Verbindung, ein Übergang wäre. Demgegenüber stellt Iljenkow die Frage nach der Verbindung zwischen den Körperfunktionen und dem Denken: "Der Mensch kann bewußt seinen räumlich definierten Körper lenken inmitten anderer gleichartiger Körper, seine geistigen Impulse gehen in räumliche Bewegungen über und die Bewegungen des Körpers, welche Veränderungen im menschlichen Organismus hervorrufen (Empfindungen), gehen über in gedankliche Bilder." Hier wird Spinoza zu Rate gezogen, für den Denken und Ausdehnung nicht zwei Substanzen, sondern zwei Attribute ein und derselben Substanz sind. Marxistisch gewendet, besteht für Iljenkow die Einheit von Sein und Denken in der Tätigkeit. Denken ist für Iljenkow, in Anlehnung an Spinoza, der Materie, dem Sein inhärent, beider Einheit entfaltet sich in der menschlichen Tätigkeit.

### Ideelles [ideal’noe]
Eine besondere Bedeutung in seinen Arbeiten hat das Problem des Ideellen. 1962 folgte der berühmte Aufsatz zum Ideellen in der „Philosophischen Enzyklopädie“ – eine weitere Herausforderung an den „offiziellen“ Marxismus. Das Ideelle wird eben nicht mit dem Bewusstsein gleichgesetzt: „IDEELLES [ideal’noe] – subjektives Abbild der objektiven Realität, d. h. Widerspiegelung der Außenwelt in den Formen der Tätigkeit des Menschen, in den Formen seines Bewusstseins und Willens. Das Ideelle ist keine individuellpsychische und erst recht keine physiologische, sondern eine gesellschaftlich-historische Tatsache, Produkt und Form der geistigen Produktion.“ Das bedeutet, das Bewusstsein kann sich den Widerspiegelungen des Ideellen bewusst werden, jedoch ist selbst nicht ideell. Das Ideelle ist immer ein Produkt der Tätigkeit. Tätigkeit richtet sich auf etwas Ganzes, das Ganze der Bewegung, in der die Tätigkeit verläuft. Das Bewusstsein lässt sich deswegen nicht auf einen reinen Mechanismus reduzieren, weil es, den Gesetzen der Bewegung von Materie entsprechend, sich immer wieder auf diese einlassen muss. Wie die Bewegung der Wirklichkeit, so kann auch das Bewusstseins nicht in mechanischen Wiederholungen stehen bleiben.
So hebt Marx in der Analyse des Kapitals die Produkte menschlicher Tätigkeit derart ins Bewusstsein, dass im Licht ihres widergespiegelten Ideellen die Aufhebung des Widerspruches zwischen Arbeit und Kapital erscheint. Die kapitalistische Produktionsweise erzeugt diejenigen Formen, die wiederum selbst über die kapitalistische Produktionsweise hinausweisen, indem sie Freiheiten hervorbringt, die sich aber nur teilweise, nicht vollständig, eben nur als Widerspruch in ihr verwirklichen können. Das Ideelle tritt hierbei als die Aufbehung dieses Widerspruches in Erscheinung.

#### Ideelles vs. Idealismus
Am Beispiel der Gegenüberstellung von Descartes Trennung von Denken und Sein als zwei Substanzen und Spinozas Denken und Sein als zwei Attributen einer Substanz lässt sich die Differenz von Ideellem und Idealismus ablesen. Idealistisch wird ein Attribut herausgenommen, um ihm andere Attribute zu subsumieren, zum Beispiel: "Ich denke, also bin ich". Mein Denken ist das Ideal, dem das Sein mit allen Konsequenzen untergeordnet ist. Für den Fall der kapitalistischen Produktionsweise bedeutet dies, dass die Tatsache der Ungleichheit in den Voraussetzungen zur Freiheit in eine Ideologie der Freiheit (gedachte Freiheit) als Voraussetzung der Ungleichheit umgekehrt wird. Dahingegen ist das Ideelle die Aufhebung des Widerspruches zwischen Ungleichheit und Freiheit, gedachte und empfundene Freiheit werden zur Einheit von Denken und Sein.

### Ästhetik
Die Fähigkeit der Kunst ist "das Erblicken eines Ganzen vor seinen Einzelteilen". Wissenschaft wiederum ist nicht bloß die Verallgemeinerung empirischer Fakten, sondern setzt ein Ganzes voraus - in dieser Nähe zum Ganzen liegt die besondere Kraft der Kunst. Iljenkow betont, dass den wissenschaftlichen Arbeiten von Marx und Co. die Werke großer Künstler zur Seite gestanden haben; Marx mochte bekanntermaßen sehr den Shakespeare. Die Gebilde dieser Künstler bieten sich uns nicht bloß als eine "besonders bunte Maschine von Einzelheiten" dar, sondern als einzigartiges Gesamtbild einer Epoche, als ein Ganzes, als Subjekt, Individuum. "Die Formierung der Fantasie-Fähigkeit als die Fähigkeit, ein Ganzes vor seinen Einzelteilen zu sehen, - schreibt Iljenkow, - und richtig zu sehen, das ist freilich ebenso wenig ein mystisch göttlicher, wie ein natürlicher Vorgang. Er vollzieht sich durch die Spiele der Kinder und durch die Erziehung des Geschmackes anhand von Objekten und Produkten künstlerischen Schaffens. All die für die Bildung dieser Fähigkeit notwendigen Etappen und Formen zu erforschen, das ist die noble Aufgabe der theoretischen Ästhetik."

### Pädagogik
Ausgehend von Problemen hinsichtlich der Universalität von Menschen und Fantasie wandte Iljenkow sich Fragen der Persönlichkeit und der Kreativität zu. Dabei stellte er sich auf den theoretischen Standpunkt von Marx und Engels, wonach eine universale, allseitige und harmonische Entwicklung der Persönlichkeit notwendig sei. Nach Iljenkow enthüllt sich eine Persönlichkeit dann, wenn sie ein Produkt von allgemeiner Bedeutung schafft, eines, das einen aktualisierenden Einfluss auf das Schicksal Anderer, ein Kollektiv ausübt. Eine Persönlichkeit kann mit seinen Bestrebungen dann ein ganzes Kollektiv übertreffen, wenn dieses sich und seine Tätigkeit an veralteten Vorbildern und Normen orientiert. Die Unverwechselbarkeit einer wirklichen Persönlichkeit besteht demnach darin, dass sie auf ihre Weise etwas Neues aufzeigt. Die Begriffe Persönlichkeit, Freiheit und Talent sind, laut Iljenkow, synonym. Er schrieb eine Reihe Arbeiten, in denen er, - in Anlehnung an die Worte Lew Wygotskis: „Die Blindheit als psychologischer Fakt ist keineswegs ein Unglück. Sie wird erst als sozialer Fakt zu einem solchen,“ - begründet, dass, mit den entsprechenden Methoden in der Pädagogik und Ausbildung, sogar eine angeborene Taubblindheit ausgeglichen werden kann. Er nahm an Experimenten teil, die Alexander Meschtscherjakow im Internat für Taubblinde in Zagorsk durchführte.

### Kosmologie des Geistes
Während seiner Zeit als Aspirant schrieb Iljenkow seine sogenannte Kosmologie des Geistes. Nach der Hypothese dieses Textes erfüllt sich der Zweck des Kommunismus darin, als Menschheit auf dem Wege der Vernunft, sich zu einer Gattung zusammenzuschließen, um dem fatalen Gesetz der Entropie entgegenwirkend, gemeinsam einen Selbstmord zu verüben. Die Wucht der Tat, die den Ausbruch eines globalen Feuers verursachen würde, so Iljenkow, würde der absterbenden Materie auch den Anstoß zu einem Neuanfang geben. Slavoj Žižek erkennt in dieser Vision einen nietzeanischen Kataklysmus und den Irrtum in der Grundannahme Iljenkows, Realität als ein sich selbst regulierendes, Progress und Regress unterworfenes, Ganzes aufzufassen. Boris Groys erkennt darin eine Rückkehr zur Azteken-Gottheit Quetzalcoatl. Man kann diesen von Iljenkow selbst als Traum deklarierten Text aber auch als eine Vorahnung deuten, als Symptom von Entwicklungen in der Sowjetunion und ihren Manifestationen auf dem Feld der Philosophie, mit denen Iljenkow sein Leben lang stritt. Einige Anregungen, insbesondere was den Teil der Entropie anbelangt, bekam Iljenkow von seinem Kollegen und Freund Pobisk Kusnezow, einem interdisziplinären Forscher, der im Zweiten Weltkrieg schwer verwundet wurde, mehrfach repressiert worden ist und sich besonders mit dem Thema Leben beschäftigt hat.

## Werke

### In Russisch
- Die Dialektik des Abstrakten und Konkreten im „Kapital“ von Marx (Диалектика абстрактного и конкретного в „Капитале“ Маркса); Moskau 1960.
- Zur Frage über die Natur des Denkens (К вопросу о природе мышления), Moskau 1968.
- Über Idole und Ideale (Об идолах и идеалах); Moskau 1968.
- Dialektische Logik. Abriss von Geschichte und Theorie (Диалектическая логика. Очерки истории и теории); Moskau 1974.
- Lenins Dialektik und die Metaphysik des Positivismus (Ленинская диалектика и метафизика позитивизма), Moskau Politizdat 1980 (postum).
- Die Kunst und das kommunistische Ideal (Искусство и коммунистический идеал) Moskau Iskustvo 1984 (postum).
- Philosophie und Kultur (Философия и культура) Moskau Politizdat 1991 (postum).
- Gesammelte Werke. Band 1: Das Abstrakte und das Konkrete (Собрание сочинений Том 1: Абстрактное и конкретное). Verlag Kanon-Plus, Moskau 2019.
- Gesammelte Werke. Band 2: Kategorien (Собрание сочинений Том 2: Категории). Verlag Kanon-Plus, Moskau 2020.
- Gesammelte Werke. Band 3: Ideal (Собрание сочинений. Том 3: Идеал). Verlag Kanon-Plus, Moskau 2020.
- Gesammelte Werke. Band 4: Dialektische Logik (Собрание сочинений. Том 4: Диалектическая логика). Verlag Kanon-Plus, Moskau 2020.
- Gesammelte Werke. Band 5: Dialektik des Idellen (Собрание сочинений. Том 5: Диалектика идеального). Verlag Kanon-Plus, Moskau 2021.
- Gesammelte Werke. Band 6: Philosophische Enzyklopädie (Собрание сочинений. Том 6: Философская энциклопедия). Verlag Kanon-Plus, Moskau 2022.

### In deutscher Übersetzung
- Die Dialektik des Abstrakten und Konkreten im Kapital von Karl Marx. Übers. von L. Gurwitsch, Verlag das europäische Buch, Berlin 1979.
- Ewald Wasiljewitsch Iljenkow: Dialektik des Ideellen. Ausgewählte Aufsätze, zusammengestellt, übersetzt und eingeleitet von Gudrun Richter, LIT Verlag, Münster, Hamburg 1994.

### Filme
- Alexander Roschkow: "Iljenkow". Ein Dokumentarfilm. 2017 (russisch).